# Selo pri Žirovnici
Selo pri Žirovnici (prononcé [ˈsɛːlɔ pɾi ʒiˈɾoːu̯nitsi]) est l'un des dix villages de la commune de Žirovnica, dans la région de la Haute-Carniole, en Slovénie. Il se trouve sur les pentes de la chaîne de Reber entre Žirovnica et Zabreznica et constitue plus ou moins une zone d'habitation continue avec Zabreznica. Il y a des champs ouverts au sud du village.

## Nom
Le nom de la localité a été changé de Selo à Selo pri Žirovnici (littéralement « Selo-lès-Žirovnica ») en 1953.

## Église
L'église Saint-Can a été mentionnée pour la première fois en 1468 et est une structure baroque avec un clocher de 1764, mais il est prouvé qu'elle a remplacé une structure romane antérieure. Des fragments de fresques du XVe siècle subsistent sur le mur sud. L'intérieur de l'église a été rénové en 1955.

## Fosse commune
Selo pri Žirovnici est le site d’une fosse commune datant de la période qui a immédiatement suivi la Seconde Guerre mondiale. La fosse commune de Selo pri Žirovnici (en slovène : Grobišče Selo pri Žirovnici), également connue sous le nom de fosse commune du pré de Pohar (Grobišče Poharjev travnik), est situé dans un pré à côté d’une clôture le séparant d’un pâturage, au nord-est de la maison à Selo pri Žirovnici n° 114. Le site de la fosse est marqué par de la terre surélevée. Il contient les restes de six soldats croates assassinés entre le 14 et le 18 mai 1945.

## Remarques
1. ↑  Spremembe naselij 1948–95 . 1996. Base de données. Ljubljana: Geografski inštitut ZRC SAZU, DZS.
2. ↑  Žirovnica municipal site « https://web.archive.org/web/20071029031827/http://www.zirovnica.si/podrocje.aspx?id=250 »(Archive.org • Wikiwix • Archive.is • Google • Que faire ?), 29 octobre 2007
3. ↑  Selo pri Žirovnici Mass Grave on Geopedia (sl)